# Parlament de Dinamarca

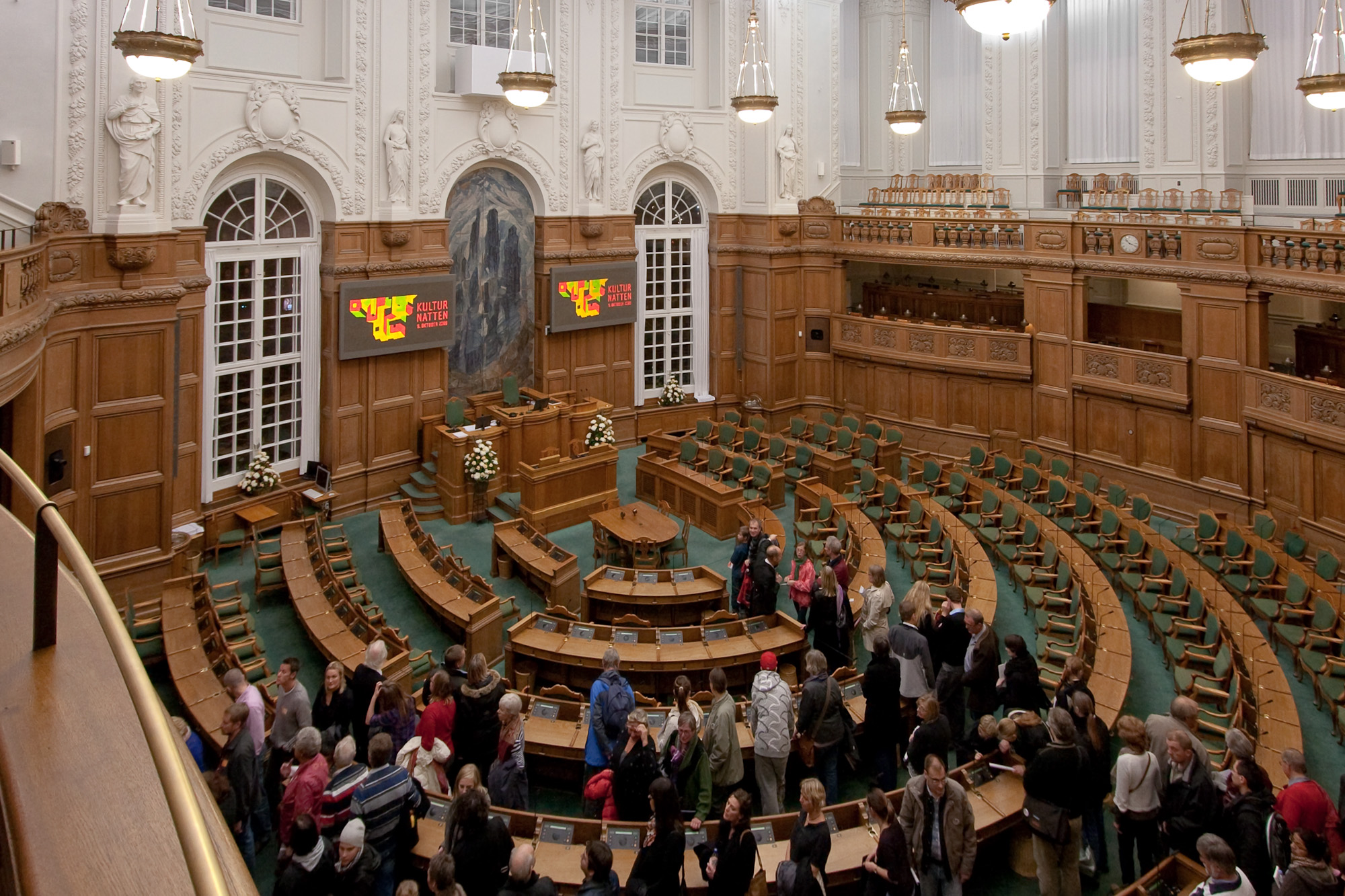
Interior de la cambra del Folketinget

El Parlament de Dinamarca o Folketinget (ˈfɔlɡəˌteˀŋ), és el parlament de Dinamarca. El seu nom en danès significa literalment assemblea del poble, de folk (poble) i ting (þing) que era el nom de les antigues assemblees dels pobles germànics. La seu del Folketinget és al palau de Christiansborg, a la ciutat de Copenhaguen, que també hostatja els altres dos poders de l'estat, la cort suprema de justícia (Højesteret) i l'executiu (Statsministeriet).
El 1953 es va aprovar en referèndum una reforma que creava l'actual Folketinget. Segons la Constitució danesa el Parlament exerceix el poder legislatiu juntament amb el monarca regnant, però a la pràctica el paper del monarca es limita a signar les lleis aprovades pel Parlament dins d'un termini de 30 dies després de l'adopció.
Des de l'any 1953 el Folketinget ha estat un parlament unicameral, però del 1849 al 1953 el parlament danès, anomenat Rigsdagen durant aquest període, va tenir dues cambres, el Folketinget i el Landstinget. Ambdues cambres tenien el mateix poder, però cadascuna representava una part diferent dels votants, mentre el Folketinget representava els agricultors independents, els ciutadans educats i els comerciants, el Landstinget representava l'antiga aristocràcia.
El Folketinget és format per 179 membres elegits per un període de quatre anys. Dos d'aquests parlamentaris són elegits a les illes Fèroe i altres dos a Groenlàndia. Després de la reforma municipal del 2007 es van crear les 10 circumscripcions electorals que actualment s'utilitzen a les eleccions al parlament:
1. Copenhaguen: inclou Copenhaguen i alguns municipis adjacents a la capital.
2. Rodalia de Copenhaguen: inclou municipis de l'àrea metropolitana de Copenhaguen.
3. Nordsjælland: inclou els municipis del nord de l'illa de Sjælland, la resta de la regió de Hovedstaden.
4. Bornholm: es correspon amb el municipi de Bornholm
5. Sjælland: inclou la resta de municipis de l'illa de Sjælland i les illes de Lolland, Falster i Møn.
6. Fyns: inclou l'illa de Fiònia i les de Langeland, Tåsinge i Ærø.
7. Sydjyllands: inclou els municipis de la regió de Syddanmark situats a la península de Jutlàndia i l'illa d'Als.
8. Østjyllands: inclou els municipis de l'est de la regió de Midtjylland.
9. Vestjyllands: inclou els municipis del centre i l'oest de la regió de Midtjylland.
10. Nordjylland: es correspon amb la regió de Nordjylland.

Les eleccions parlamentàries són de caràcter lliure i secret, tenen dret a vot tots els ciutadans majors de 18 anys. El sistema electoral es basa en l'escrutini proporcional plurinominal per a 135 escons i en el mètode Sainte-Laguë per a 40 escons.

## Legislatura actual
L'actual legislatura va començar amb les eleccions legislatives del 2015, celebrades el 18 de juny. La victòria del bloc blau conservador, fins aleshores a l'oposició, va tenir com a conseqüència la dimissió immediata com a líder del seu partit de la Primera Ministra sortint, Helle Thorning-Schmidt (socialdemòcrates). El candidat del bloc blau, Lars Løkke Rasmussen, després de dos dies de negociació amb els partits del bloc, va decidir formar govern en minoria amb ministres només del seu propi partit (Venstre). Tot i comptar només amb 34 diputats en un Parlament de 179 escons, tenia el suport del Dansk Folkeparti (Partit Popular Danès), Liberal Alliance (Aliança Liberal) i Konservative Folkeparti (Partit Popular Conservador). El novembre de 2016, aquests dos darrers partits s'incorporaren al govern.
|                                               | Aliança                                       | Partits                                                  | Candidat a Primer Ministre                    | Vots      | %     | +/ –  | Escons | +/ – |
| --------------------------------------------- | --------------------------------------------- | -------------------------------------------------------- | --------------------------------------------- | --------- | ----- | ----- | ------ | ---- |
|                                               | Bloc blau                                     | V, O, I, C, K, Sambandsflokkurin                         | Lars Løkke Rasmussen                          | 1.837.008 | 51,0% | +1,7% | 90     | +3   |
|                                               | Bloc roig                                     | A, B, F, Ø, Siumut, Inuit Ataqatigiit, Javnaðarflokkurin | Helle Thorning-Schmidt                        | 1.703.573 | 47,3% | -2,9% | 89     | -3   |
| Total (participació: 85,3% - cens: 4.221.983) | Total (participació: 85,3% - cens: 4.221.983) | Total (participació: 85,3% - cens: 4.221.983)            | Total (participació: 85,3% - cens: 4.221.983) | 3.600.635 | 100%  | —     | 179    | —    |

### Dinamarca
|                                               | Indicatiu                                     | Partit                                               | Líder                                         | Vots      | %     | +/ –  | Escons | +/ – |
| --------------------------------------------- | --------------------------------------------- | ---------------------------------------------------- | --------------------------------------------- | --------- | ----- | ----- | ------ | ---- |
|                                               | A                                             | Socialdemokraterne (Socialdemòcrates)                | Helle Thorning-Schmidt                        | 925.288   | 26,3% | +1,5% | 47     | +3   |
|                                               | O                                             | Dansk Folkeparti (Partit Popular Danès)              | Kristian Thulesen Dahl                        | 741.173   | 21,1% | +8,8% | 37     | +15  |
|                                               | V                                             | Venstre ("Esquerra", Partit Danès Liberal)           | Lars Løkke Rasmussen                          | 684.223   | 19,5% | -7,2% | 34     | -13  |
|                                               | Ø                                             | Enhedslisten – De Rød-Grønne (Aliança Roja-Verda)    | Lideratge col·lectiu                          | 237.870   | 7,8%  | +1,1% | 14     | +2   |
|                                               | I                                             | Liberal Alliance (Aliança Liberal)                   | Anders Samuelsen                              | 264.449   | 7,5%  | +2,5% | 13     | +4   |
|                                               | Å                                             | Alternativet (L'Alternativa)                         | Uffe Elbæk                                    | 168.585   | 4,8%  | nou   | 9      | nou  |
|                                               | B                                             | Radikale Venstre (Esquerra Radical)                  | Morten Østergaard                             | 160.672   | 4,6%  | -4,5% | 8      | -9   |
|                                               | F                                             | Socialistisk Folkeparti (Partit Popular Socialista)  | Pia Olsen Dyhr                                | 148.027   | 4,2%  | -5,0% | 7      | -9   |
|                                               | C                                             | Konservative Folkeparti (Partit Popular Conservador) | Søren Pape Poulsen                            | 118.015   | 3,4%  | -1,5% | 6      | -2   |
|                                               | K                                             | Kristendemokraterne (Demòcrata Cristians)            | Stig Grenov                                   | 29.148    | 0,8%  | ±0%   | 0      | ±0   |
|                                               | –                                             | Independents                                         |                                               | 3.027     | 0,2%  | +0.1  | 0      | ±0   |
|                                               |                                               | Vots nuls                                            | -                                             | 40.068    |       |       |        |      |
| Total (participació: 85,8% - cens: 4.145.321) | Total (participació: 85,8% - cens: 4.145.321) | Total (participació: 85,8% - cens: 4.145.321)        | Total (participació: 85,8% - cens: 4.145.321) | 3.556.545 | 100%  | —     | 175    | —    |

### Illes Fèroe
|                                            | Indicatiu                                  | Partit                                        | Líder | Vots   | %      | +/ –  | Escons | +/ – |
| ------------------------------------------ | ------------------------------------------ | --------------------------------------------- | --- | ------ | ------ | ----- | ------ | ---- |
|                                            | E                                          | Tjóðveldi (Partit Republicà)                  | Høgni Hoydal | 5.730  | 24,5%  | +5,1% | 1      | +1   |
|                                            | C                                          | Javnaðarflokkurin (Partit Social Democràtic)  | Aksel V. Johannesen | 5.666  | 24,3%  | +3,3% | 1      | ±0   |
|                                            | B                                          | Sambandsflokkurin (Partit Unionista)          | Kaj LEls vots nuls es tenen en compte en el percentatge de participació però no en les sumes de vots i el percentatges totals.eo Johannesen | 5.500  | 23,5%  | -7,3% | 0      | -1   |
|                                            | A                                          | Fólkaflokkurin (Partit del Poble)             | Jørgen Niclasen | 4.368  | 18,7%  | -0,3% | 0      | ±0   |
|                                            | X                                          | Framsókn (Progrés)                            | Poul Michelsen | 749    | 3,2%   | nou   | 0      | nou  |
|                                            | H                                          | Miðflokkurin (Partit de Centre)               | Jenis av Rana | 605    | 2,6%   | -1,6% | 0      | ±0   |
|                                            | D                                          | Sjálvstýrisflokkurin (Partit de l'Autogovern) | Jógvan Skorheim | 403    | 1,6%   | -0,7% | 0      | ±0   |
|                                            | –                                          | Independents                                  | - | 345    | 1,5%   | -1,8% | 0      | ±0   |
|                                            | –                                          | Vots nuls                                     | - | 210    |        |       |        |      |
| Total (participació: 65,6% - cens: 35.614) | Total (participació: 65,6% - cens: 35.614) | Total (participació: 65,6% - cens: 35.614)    | Total (participació: 65,6% - cens: 35.614)                                                                                                  | 23.576 | 100,0% | —     | 2      | —    |

### Groenlàndia
|                                            | Indicatiu                                  | Partit                                     | Líder                                      | Vots   | %      | +/ –  | Escons | +/ – |
| ------------------------------------------ | ------------------------------------------ | ------------------------------------------ | ------------------------------------------ | ------ | ------ | ----- | ------ | ---- |
|                                            | –                                          | Inuit Ataqatigiit (Comunitat del Poble)    | Sara Olsvig                                | 7.907  | 38,5%  | -4,2% | 1      | ±0   |
|                                            | –                                          | Siumut (Endavant)                          | Kim Kielsen                                | 7.831  | 38,2%  | +1,1% | 1      | ±0   |
|                                            | –                                          | Demokraatit (Demòcrates)                   | Anda Uldum                                 | 1.753  | 8,5%   | +4,1% | 0      | ±0   |
|                                            | –                                          | Atassut (Sentiment de comunitat)           | Knud Kristiansen                           | 1.526  | 7,4%   | -0,1% | 0      | ±0   |
|                                            | –                                          | Partii Naleraq (Partit Punt d'Orientació)  | Hans Enoksen                               | 932    | 4,7%   | nou   | 0      | nou  |
|                                            | –                                          | Vots nuls                                  | -                                          | 538    |        |       |        |      |
| Total (participació: 50,0% - cens: 41.048) | Total (participació: 50,0% - cens: 41.048) | Total (participació: 50,0% - cens: 41.048) | Total (participació: 50,0% - cens: 41.048) | 20.514 | 100,0% | —     | 2      | —    |

Els vots nuls es tenen en compte en el percentatge de participació però no en els totals de vots ni percentatges de vots totals.